# Няндомское городское поселение
Няндомское городское поселение или муниципа́льное образова́ние «Няндомское» — упразднённое муниципальное образование со статусом городского поселения в Няндомском муниципальном районе Архангельской области. 
Соответствует административно-территориальным единицам в Няндомском районе — городу районного значения Няндома, Андреевскому сельсовету (с центром в деревне Андреевская), Бурачихинскому сельсовету (с центром в жд/ст Бурачихе) и Шожемскому сельсовету (с центром в посёлке Шестиозерский).
Административный центр — город Няндома.

## География
Няндомское городское поселение находится на юго-западе Няндомского района. Граничит с Шалакушским и с Мошинским сельскими поселениями. 
На территории поселения выделяются озёра Нименьгское, Няндомское и реки: Нименьга, Няндома, Вадья.

## История
Муниципальное образование было образовано в 2006 году. 

## Население
| 2005    | 2010    | 2011    | 2012    | 2013    | 2014    | 2015    |
| ------- | ------- | ------- | ------- | ------- | ------- | ------- |
| 24 035  | ↘23 878 | ↘23 795 | ↘23 209 | ↘22 750 | ↘22 458 | ↘22 096 |
| 2016    | 2017    | 2018    | 2019    | 2020    | 2021    |         |
| ↘21 705 | ↘21 409 | ↘21 002 | ↘20 615 | ↘20 331 | ↘19 431 |         |

## Состав городского поселения
В состав городского поселения входят 19 населённых пунктов:
| №  | Населённый пункт  | Тип населённого пункта        | Население |
| -- | ----------------- | ----------------------------- | --------- |
| 1  | Андреевская       | деревня                       | ↗388      |
| 2  | Бережная          | деревня                       | ↘13       |
| 3  | Бурачиха          | железнодорожная станция       | ↗521      |
| 4  | Великая Речка     | лесной посёлок                | ↘0        |
| 5  | Дом отдыха Озерки | населённый пункт              | ↗25       |
| 6  | Зарученье         | железнодорожный разъезд       | →0        |
| 7  | Зелёный           | железнодорожная станция       | ↘72       |
| 8  | Конда             | деревня                       | ↗161      |
| 9  | Кузьминская       | деревня                       | ↘2        |
| 10 | Лещево            | посёлок                       | ↗4        |
| 11 | Мирный            | посёлок                       | →0        |
| 12 | Няндома           | город, административный центр | ↘18 146   |
| 13 | Полоха            | железнодорожная станция       | ↘87       |
| 14 | Сафонова Гора     | деревня                       | ↗3        |
| 15 | Сидорова Гора     | деревня                       | ↘0        |
| 16 | Солюга            | лесной посёлок                | →0        |
| 17 | Шестиозерский     | поселок                       | 362       |
| 18 | Шултус            | деревня                       | ↘29       |
| 19 | Яковлевская       | деревня                       | →0        |